# André Boisclair
André Boisclair (Montreal, Quebec, 14 de abril de 1966) es un político canadiense.
Boisclair fue diputado en la Asamblea Nacional de Quebec, ministro y finalmente jefe del Parti Québécois de 2005 a 2007. Fue el primer jefe homosexual de un partido mayor en Norteamérica y uno de los primeros del mundo.
Dimitió de su sede de la circunscripción de Pointe-aux-Trembles el 15 de noviembre de 2007, exactamente 2 años después de su acceso a la dirección del partido y exactamente 31 años después de la primera toma del poder del Parti Québécois con René Lévesque.
| Predecesor: Bernard Landry | Líder del Parti Québécois 2005 - 2007 | Sucesor: Pauline Marois |